# لا والتا بریانتزا
لا والتا بریانتزا (به ایتالیایی: La Valletta Brianza) یک کومونه در ایتالیا است که در استان لکو واقع شده‌است. لا والتا بریانتزا ۸٫۷۸ کیلومتر مربع مساحت و ۴٬۶۹۱ نفر جمعیت دارد و ۳۴۲ متر بالاتر از سطح دریا واقع شده‌است.